# ハヴァント
ハヴァント（Havant）は、イングランド南東部のハンプシャーにある町（タウン）。同名のカウンティ（人口約12万5千人）はこの町（人口45,826人）とその郊外（ヘイリング島などを含む）によって構成されている。第二次世界大戦後の20年で人口が倍以上に増加し、風景も田園地帯から住宅地帯へと変貌した。現在はポーツマス都市圏に組み込まれており、住民の多くが通勤している。

## 歴史
19世紀から20世紀に行われた発掘調査でローマ時代の遺物が見つかっており、同時代から人々が生活していたことがわかっている。
また紀元前935年には「ハマフンタ」という名で史料に言及がある。
ドゥームズデイ・ブックが製作された頃の1086年には100人ほどが生活していた。1200年にはウィンチェスター大聖堂の修道士たちがこの町で開かれる市の権利を握っていた。また1450年ごろにはフェアが毎年開催されていた。
この町には数多くの水車小屋が建てられており、これを利用した羊皮紙製造や酒の醸造などが行われていた。
1760年には大火が発生し、教会とコテージ1軒ずつを残してその他全ての建物が焼失した。なお、このコテージは現在パブとして利用されていて、建物を支える2本の梁はアルマダ艦隊から回収されたもの、その中にある「ベアポスト」にはかつてイギリスで最後に踊った熊がつながれていたという伝承が残っている。一方でこの大火によって道の拡幅が行われ、駅馬車の宿場としても発展するようになった。また1784年と1811年には小規模な地震に見舞われている。
1847年にはハヴァント駅が開業し、チチェスター経由でポーツマス、ブライトンと繋がった。さらに1859年にはポーツマス直通線が開通したことでロンドンへも乗り換えなしで行けるようになった。さらに1867年にはヘイリング島への支線が開業したが、1960年代半ばに廃線となっている。
1894年には町で初めての病院ができたが、これは1939年に閉鎖されている。

## 気候
| ハヴァントの気候       | ハヴァントの気候 | ハヴァントの気候 | ハヴァントの気候 | ハヴァントの気候 | ハヴァントの気候 | ハヴァントの気候 | ハヴァントの気候 | ハヴァントの気候 | ハヴァントの気候 | ハヴァントの気候 | ハヴァントの気候 | ハヴァントの気候 | ハヴァントの気候 |
| 月                     | 1月              | 2月              | 3月              | 4月              | 5月              | 6月              | 7月              | 8月              | 9月              | 10月             | 11月             | 12月             | 年               |
| ---------------------- | ---------------- | ---------------- | ---------------- | ---------------- | ---------------- | ---------------- | ---------------- | ---------------- | ---------------- | ---------------- | ---------------- | ---------------- | ---------------- |
| 最高気温記録 °C （°F） | 17 (63)          | 16 (61)          | 21 (70)          | 25 (77)          | 32 (90)          | 36 (97)          | 35 (95)          | 37 (99)          | 34 (93)          | 27 (81)          | 18 (64)          | 16 (61)          | 37 (99)          |
| 平均最高気温 °C （°F） | 8 (46)           | 8 (46)           | 11 (52)          | 13 (55)          | 17 (63)          | 20 (68)          | 23 (73)          | 24 (75)          | 19 (66)          | 16 (61)          | 11 (52)          | 9 (48)           | 14.9 (58.8)      |
| 平均最低気温 °C （°F） | 2 (36)           | 1 (34)           | 3 (37)           | 5 (41)           | 8 (46)           | 11 (52)          | 13 (55)          | 14 (57)          | 12 (54)          | 8 (46)           | 5 (41)           | 3 (37)           | 7.1 (44.7)       |
| 最低気温記録 °C （°F） | −10 (14)         | −9 (16)          | −8 (18)          | −4 (25)          | −1 (30)          | 2 (36)           | 5 (41)           | 6 (43)           | 0 (32)           | −4 (25)          | −6 (21)          | −8 (18)          | −10 (14)         |
| 降水量 mm （inch）     | 85 (3.35)        | 60 (2.36)        | 62 (2.44)        | 54 (2.13)        | 50 (1.97)        | 50 (1.97)        | 42 (1.65)        | 57 (2.24)        | 74 (2.91)        | 90 (3.54)        | 85 (3.35)        | 90 (3.54)        | 799 (31.45)      |
| 平均月間日照時間       | 65               | 85               | 130              | 200              | 230              | 235              | 255              | 230              | 170              | 125              | 90               | 60               | 1,875            |
| 出典：Met Office       |                  |                  |                  |                  |                  |                  |                  |                  |                  |                  |                  |                  |                  |

## スポーツ
- ハヴァント・アンド・ウォータールーヴィルFC - ナショナルリーグ・サウス（6部相当）所属のサッカークラブチーム。